# Kenji Yoshino
Kenji Yoshino (* 1. Mai 1969 in Los Angeles) ist ein US-amerikanischer Autor und Jurist.

## Leben
Yoshino studierte an der Harvard University, an der University of Oxford und an der Yale University Rechtswissenschaften. Als Hochschullehrer unterrichtet Yoshino an der New York University Verfassungsrecht. Er veröffentlichte als Autor mehrere Werke.

## Werke (Auswahl)
- 1996: "Suspect Symbols: The Literary Argument for Heightened Scrutiny for Gays". Columbia Law Review, 96
- 1997: "The Lawyer of Belmont". Yale Journal of Law & the Humanities. 9
- 1998: "Assimilationist Bias in Equal Protection: The Visibility Presumption and the Case of 'Don’t Ask, Don’t Tell'". Yale Law Journal 108 (487)
- 2000: "The Epistemic Contract of Bisexual Erasure". Stanford Law Review, 52
- 2000: "The Eclectic Model of Censorship". California Law Review, 88
- 2002: "Covering". Yale Law Journal, 111 (769)
- 2005: "The City and the Poet" Yale Law Journal, 114 (1835)
- 2006:. Covering: The Hidden Assault on Our Civil Rights. Random House. ISBN 0-375-50820-1
- 2011: "The New Equal Protection" Harvard Law Review, 124 (747)
- 2011: A Thousand Times More Fair: What Shakespeare's Plays Teach Us About Justice. HarperCollins. ISBN 978-0-06-176910-8
- 2016: Speak Now: Marriage Equality on Trial. Broadway Books. ISBN 978-0385348829

## Auszeichnungen und Preise (Auswahl)
- 2016: Stonewall Book Award für Speak Now: Marriage Equality on Trial